# Triphyllozoon bimunitum
Triphyllozoon bimunitum is een mosdiertjessoort uit de familie van de Phidoloporidae. De wetenschappelijke naam van de soort is, als Retepora bimunita, voor het eerst geldig gepubliceerd in 1890 door Ortmann.